# 1951年イタリアグランプリ
1951年イタリアグランプリ (XXII GRAN PREMIO D'ITALIA) は、1951年F1世界選手権の第7戦として、1951年9月16日にモンツァ・サーキットで開催された。

## レース概要
フランス、ドイツでエンリコ・プラーテのマセラティをドライブしたトゥーロ・デ・グラッフェンリートが、パウル・ピーチに代わってアルファロメオに復帰、4台体制の一角を占めた。彼はレギュラーのアルファドライバー、ファンジオ、ファリーナ、ボネットと共に参戦する。フェラーリはドイツに引き続いて、アスカリ、ヴィッロレージ、ゴンザレス、タルッフィの4台体制で参戦、一方でブラジル人ドライバーのチコ・ランディがフェラーリでプライベート参戦、グランプリデビューを果たす。これらに加え、BRM、シムカ・ゴルディーニ、オスカ、タルボ・ラーゴがワークスとして参戦した。
フロントローはファンジオ、ファリーナのアルファ勢とアスカリ、ゴンザレスのフェラーリ勢で分けられた。2列目はフェラーリの残り、ヴィッロレージとタルッフィに加え、アルファロメオのフェリーチェ・ボネットが並んだ。BRMのレグ・パーネルもこれに続いたが、潤滑油のトラブルのためスタートすることができなかった。
ポールポジションからスタートしたファンジオがレース序盤をリードしたが、すぐに首位をアスカリに明け渡す。彼は8ラップ目に首位を奪還したが、タイヤ交換のピットインで5位に後退した。ファリーナとデ・グラッフェンリートの早期のリタイアで、フロイラン・ゴンザレスがチームメイトのアスカリに続いて2位となる。ファンジオはフェラーリとの差を詰めようとしたが、エンジントラブルが彼のチャンスをダメにした。唯一残されたアルファドライバー、ファリーナは30ラップ目にボネットの車を引き継ぎ、ファンジオがリタイアしたことで3位に浮上した。彼のペースは速かったものの、燃料漏れのため2度も余分にピットインしなければならなかった。アスカリが自身2度目、そしてフェラーリにとって3度目の勝利を獲得し、イギリスGP勝者のゴンザレスが2位に入った。残るワークスフェラーリのヴィッロレージとタルッフィは4位、5位に入賞しポイントを獲得した。
アスカリはこの勝利でランキング首位のファンジオに2ポイント差に迫った。4ポイント差でゴンザレスがこれに続いた。1レースを残し、ファンジオとアスカリだけがタイトル獲得の可能性を持っていた。

## エントリーリスト
| No       | ドライバー                        | チーム                   | コンストラクター     | シャシー                 | エンジン                         | タイヤ |
| -------- | --------------------------------- | ------------------------ | -------------------- | ------------------------ | -------------------------------- | ------ |
| 2        | アルベルト・アスカリ              | スクーデリア・フェラーリ | フェラーリ           | フェラーリ・375          | フェラーリ Type 375 4.5 V12      | P      |
| 4        | ルイジ・ヴィッロレージ            | スクーデリア・フェラーリ | フェラーリ           | フェラーリ・375          | フェラーリ Type 375 4.5 V12      | P      |
| 6        | フロイラン・ゴンザレス            | スクーデリア・フェラーリ | フェラーリ           | フェラーリ・375          | フェラーリ Type 375 4.5 V12      | P      |
| 8        | ピエロ・タルッフィ                | スクーデリア・フェラーリ | フェラーリ           | フェラーリ・375          | フェラーリ Type 375 4.5 V12      | P      |
| 10       | ジャンニ・マルゾット1             | スクーデリア・フェラーリ | フェラーリ           | フェラーリ・375          | フェラーリ 375 F1 4.5 V12        | P      |
| 12       | チコ・ランディ                    | フランシスコ・ランディ   | フェラーリ           | フェラーリ・375          | フェラーリ Type 375 4.5 V12      | P      |
| 14       | ルディ・フィッシャー              | エキュリー・エスパドン   | フェラーリ           | フェラーリ・212          | フェラーリ Type 375 4.5 V12      | P      |
| 16       | ピーター・ホワイトヘッド          | ピーター・ホワイトヘッド | フェラーリ           | フェラーリ・125          | フェラーリ 125 F1 1.5 V12s       | P      |
| 18       | ルイ・ロジェ                      | エキュリー・ロジェ       | タルボ・ラーゴ       | タルボ・ラーゴ T26C-DA   | タルボ 23CV 4.5 L6               | D      |
| 20       | ルイ・シロン                      | エキュリー・ロジェ       | タルボ・ラーゴ       | タルボ・ラーゴ T26C      | タルボ 23CV 4.5 L6               | D      |
| 22       | ピエール・ルヴェー                | ピエール・ルヴェー       | タルボ・ラーゴ       | タルボ・ラーゴ T26C      | タルボ 23CV 4.5 L6               | D      |
| 24       | イブ・ジロー・カバントゥ          | イブ・ジロー・カバントゥ | タルボ・ラーゴ       | タルボ・ラーゴ T26C      | タルボ 23CV 4.5 L6               | D      |
| 26       | ジョニー・クレエ                  | エキュリー・ベルゲ       | タルボ・ラーゴ       | タルボ・ラーゴ T26C-DA   | タルボ 23CV 4.5 L6               | D      |
| 28       | ジャック・スウォーターズ          | エキュリー・ベルジック   | タルボ・ラーゴ       | タルボ・ラーゴ T26C      | タルボ 23CV 4.5 L6               | D      |
| 30       | レグ・パーネル                    | BRM Ltd.                 | BRM                  | BRM P15                  | BRM 15 1.5 V16s                  | D      |
| 32       | ケン・リチャードソン2             | BRM Ltd.                 | BRM                  | BRM P15                  | BRM 15 1.5 V16s                  | D      |
| 34       | ニーノ・ファリーナ                | アルファロメオ SpA       | アルファロメオ       | アルファロメオ・159M     | アルファロメオ 1.5 L8s           | P      |
| 36       | トゥーロ・デ・グラッフェンリート3 | アルファロメオ SpA       | アルファロメオ       | アルファロメオ・159M     | アルファロメオ 1.5 L8s           | P      |
| 38       | ファン・マヌエル・ファンジオ      | アルファロメオ SpA       | アルファロメオ       | アルファロメオ・159M     | アルファロメオ 1.5 L8s           | P      |
| 40       | フェリーチェ・ボネット4           | アルファロメオ SpA       | アルファロメオ       | アルファロメオ・159A     | アルファロメオ 1.5 L8s           | P      |
| 44       | フランコ・ロル                    | オスカ・オートモビリ     | オスカ               | OSCA 4500G               | オスカ 4.5 V12                   | P      |
| 46       | ロベール・マンヅォン              | エキップ・ゴルディーニ   | シムカ・ゴルディーニ | シムカ・ゴルディーニ T15 | シムカ・ゴルディーニ 15C 1.5 L4s | E      |
| 48       | アンドレ・シモン                  | エキップ・ゴルディーニ   | シムカ・ゴルディーニ | シムカ・ゴルディーニ T15 | シムカ・ゴルディーニ 15C 1.5 L4s | E      |
| 50       | モーリス・トランティニアン        | エキップ・ゴルディーニ   | シムカ・ゴルディーニ | シムカ・ゴルディーニ T15 | シムカ・ゴルディーニ 15C 1.5 L4s | E      |
| Sources: |                                   |                          |                      |                          |                                  |        |

^1 - ジャンニ・マルゾットはプラクティス前に撤退した。
^2 - ケン・リチャードソンはBRMの32番車で予選を通過したが、決勝はスタートしなかった。ハンス・スタックも同車でエントリーしたが、予選、決勝ともドライブしなかった。
^3 - トゥーロ・デ・グラッフェンリートは予選、決勝ともアルファロメオ36番車をドライブした。コンサルボ・サネージも同車でエントリーしたが、グランプリ前の負傷で出場できなかった。
^4 - フェリーチェ・ボネットは予選および決勝29ラップをアルファロメオ40番車でドライブした。ニーノ・ファリーナは自身の車でリタイアしたが、ボネット車を引き継ぎ50ラップを走行した。

## 結果

### 予選
| 順位 | No | ドライバー                       | チーム                | タイム  | 差     |
| ---- | -- | -------------------------------- | --------------------- | ------- | ------ |
| 1    | 38 | ファン・マヌエル・ファンジオ     | アルファロメオ        | 1:53.2  | -      |
| 2    | 34 | ニーノ・ファリーナ               | アルファロメオ        | 1:53.9  | + 0.7  |
| 3    | 2  | アルベルト・アスカリ             | フェラーリ            | 1:55.1  | + 1.9  |
| 4    | 6  | フロイラン・ゴンザレス           | フェラーリ            | 1:55.9  | + 2.7  |
| 5    | 4  | ルイジ・ヴィッロレージ           | フェラーリ            | 1:57.9  | + 4.7  |
| 6    | 8  | ピエロ・タルッフィ               | フェラーリ            | 1:58.2  | + 5.0  |
| 7    | 40 | フェリーチェ・ボネット           | アルファロメオ        | 1:58.3  | + 5.1  |
| 8    | 30 | レグ・パーネル                   | BRM                   | 2:02.2  | + 9.0  |
| 9    | 36 | トゥーロ・デ・グラッフェンリート | アルファロメオ        | 2:05.2  | + 12.0 |
| 10   | 32 | ケン・リチャードソン             | BRM                   | 2:05.6  | + 12.4 |
| 11   | 48 | アンドレ・シモン                 | シムカ・ゴルディーニ  | 2:08.0  | + 14.8 |
| 12   | 50 | モーリス・トランティニアン       | シムカ・ゴルディーニ  | 2:08.9  | + 15.7 |
| 13   | 46 | ロベール・マンヅォン             | シムカ・ゴルディーニ  | 2:09.0  | + 15.8 |
| 14   | 24 | イブ・ジロー・カバントゥ         | タルボ・ラーゴ-タルボ | 2:09.3  | + 16.1 |
| 15   | 18 | ルイ・ロジェ                     | タルボ・ラーゴ-タルボ | 2:10.8  | + 17.6 |
| 16   | 12 | チコ・ランディ                   | フェラーリ            | 2:11.2  | + 18.0 |
| 17   | 20 | ルイ・シロン                     | タルボ・ラーゴ-タルボ | 2:12.1  | + 18.9 |
| 18   | 44 | フランコ・ロル                   | オスカ                | 2:13.4  | + 20.2 |
| 19   | 16 | ピーター・ホワイトヘッド         | フェラーリ            | 2:16.2  | + 23.0 |
| 20   | 22 | ピエール・ルヴェー               | タルボ・ラーゴ-タルボ | 2:16.5  | + 23.3 |
| 21   | 26 | ジョニー・クレエ                 | タルボ・ラーゴ-タルボ | 2:18.6  | + 25.4 |
| 22   | 28 | ジャック・スウォーターズ         | タルボ・ラーゴ-タルボ | 2:18.8  | + 25.6 |
| 23   | 14 | ルディ・フィッシャー             | フェラーリ            | No time | -      |
| 24   | 32 | ハンス・スタック                 | BRM                   | No time | -      |

### 決勝
| 順位 | No | ドライバー                                | チーム                | 周回 | タイム/リタイア原因 | グリッド | ポイント |
| ---- | -- | ----------------------------------------- | --------------------- | ---- | ------------------- | -------- | -------- |
| 1    | 2  | アルベルト・アスカリ                      | フェラーリ            | 80   | 2:42:39.3           | 3        | 8        |
| 2    | 6  | フロイラン・ゴンザレス                    | フェラーリ            | 80   | +24.6               | 4        | 6        |
| 3    | 40 | フェリーチェ・ボネット ニーノ・ファリーナ | アルファロメオ        | 79   | +1 lap              | 7        | 2 3      |
| 4    | 4  | ルイジ・ヴィッロレージ                    | フェラーリ            | 79   | +1 lap              | 5        | 3        |
| 5    | 8  | ピエロ・タルッフィ                        | フェラーリ            | 78   | +2 laps             | 6        | 2        |
| 6    | 48 | アンドレ・シモン                          | シムカ・ゴルディーニ  | 74   | +6 laps             | 11       |          |
| 7    | 18 | ルイ・ロジェ                              | タルボ・ラーゴ-タルボ | 73   | +7 laps             | 15       |          |
| 8    | 24 | イブ・ジロー・カバントゥ                  | タルボ・ラーゴ-タルボ | 72   | +8 laps             | 14       |          |
| 9    | 44 | フランコ・ロル                            | オスカ                | 67   | +13 laps            | 18       |          |
| Ret  | 38 | ファン・マヌエル・ファンジオ              | アルファロメオ        | 39   | エンジン            | 1        |          |
| Ret  | 50 | モーリス・トランティニアン                | シムカ・ゴルディーニ  | 29   | エンジン            | 12       |          |
| Ret  | 46 | ロベール・マンヅォン                      | シムカ・ゴルディーニ  | 29   | エンジン            | 13       |          |
| Ret  | 20 | ルイ・シロン                              | タルボ・ラーゴ-タルボ | 23   | イグニッション      | 17       |          |
| Ret  | 22 | ピエール・ルヴェー                        | タルボ・ラーゴ-タルボ | 9    | エンジン            | 20       |          |
| Ret  | 28 | ジャック・スウォーターズ                  | タルボ・ラーゴ-タルボ | 7    | オーバーヒート      | 22       |          |
| Ret  | 34 | ニーノ・ファリーナ                        | アルファロメオ        | 6    | エンジン            | 2        |          |
| Ret  | 26 | ジョニー・クレエ                          | タルボ・ラーゴ-タルボ | 4    | オイルポンプ        | 21       |          |
| Ret  | 36 | トゥーロ・デ・グラッフェンリート          | アルファロメオ        | 1    | コンプレッサー      | 9        |          |
| Ret  | 16 | ピーター・ホワイトヘッド                  | フェラーリ            | 1    | マグネトー          | 19       |          |
| Ret  | 12 | チコ・ランディ                            | フェラーリ            | 0    | トランスミッション  | 16       |          |
| DNS  | 30 | レグ・パーネル                            | BRM                   | 0    | スタートせず        | 8        |          |
| DNS  | 32 | ケン・リチャードソン                      | BRM                   | 0    | スタートせず        | 10       |          |

## 注
- ポールポジション：ファン・マヌエル・ファンジオ - 1:53.2[7]
- ファステストラップ：ニーノ・ファリーナ - 1:56.5[6]
- ファリーナ（50周）は自身の車でリタイアした後、ボネット（29周）の車を引き継いだ。3位のポイントは両名で分けられた。ファリーナはファステストラップを出したことでボーナスポイント1を獲得した。

## 第7戦終了時点でのランキング
|  | 順位 | ドライバー                   | ポイント |
|  | ---- | ---------------------------- | -------- |
|  | 1    | ファン・マヌエル・ファンジオ | 27 (28)  |
|  | 2    | アルベルト・アスカリ         | 25       |
|  | 3    | フロイラン・ゴンザレス       | 21       |
|  | 4    | ニーノ・ファリーナ           | 17 (18)  |
|  | 5    | ルイジ・ヴィッロレージ       | 15 (18)  |

- 注：トップ5のみ表示。ベスト4戦のみがカウントされる。ポイントは有効ポイント、括弧内は総獲得ポイント。

## 参照
1. ↑  “Italian GP, 1951 Race Report”.   Grandprix.com. 2012年8月13日閲覧。
2. ↑  “1951 Italian Grand Prix - Race Entries”.   manipef1.com. 2012年5月9日時点のオリジナルよりアーカイブ。2013年12月7日閲覧。
3. ↑  “1951 Italian GP - Entry List”.   chicanef1.com. 2013年12月7日閲覧。
4. 1 2 3  “Italy 1951 - Result”.   statsf1.com. 2014年1月9日閲覧。
5. ↑  “Italian Grand Prix 1951 - Results”.  ESPN F1. 2014年1月9日閲覧。
6. 1 2  Lang, Mike (1981). Grand Prix! Vol 1. Haynes Publishing Group. p. 35. ISBN 0-85429-276-4
7. ↑  Lang, Mike. Grand Prix! Vol 1. Haynes Publishing Group. p. 34. ISBN 0-85429-276-4

Unless otherwise indicated, all race results are taken from “The Official Formula 1 website”. 2007年6月5日閲覧。
| 前戦 1951年ドイツグランプリ       | FIA F1世界選手権 1951年シーズン | 次戦 1951年スペイングランプリ     |
| 前回開催 1950年イタリアグランプリ | イタリアグランプリ              | 次回開催 1952年イタリアグランプリ |